# 깁스 자유 에너지
깁스 자유 에너지(영어: Gibbs free energy) 또는 깁스 에너지(영어: Gibbs energy)는 일정한 압력과 온도를 유지하는 조건 아래 열역학계에서 뽑을 수 있는 에너지이다. 흔히 대기 따위와 상호 작용으로 일정한 압력과 온도가 유지되므로, 화학 반응 등을 다룰 때 널리 쓴다.

## 역사와 명칭
조사이어 기브스가 도입하였다고 알려져 있으나 사실 이 식에는 역사적 배경이 숨겨져 있다. 20세기 초 중공업이 급격히 발달한 서양에서는 효율적인 공정 시스템을 위한 식이 필요했고, 기술자 다섯이 모여 이 식을 만들었다. 대량생산을 위한 식이므로 거시적인 관점에서 해석된다. 흔히 물리학에서는 "깁스 자유 에너지" 또는 "자유 엔탈피"로 불리나, IUPAC는 "깁스 에너지"라는 용어를 권장한다.

## 정의
깁스 자유 에너지는 어떤 계의 엔탈피, 엔트로피 및 온도를 이용하여 정의하는 열역학적 함수이며, 다음과 같이 정의된다.
{\displaystyle G=U+pV-TS\,}
엔탈피 {\displaystyle H}로부터 다음과 같이 쓸 수도 있다.
{\displaystyle G=H-TS\,}
표준 생성 에너지를 이용하면 다음과 같이 쓸 수 있다.
{\displaystyle G=G^{\circ }+RTlnQ\,}
여기에서:
- U는 내부 에너지를 의미한다 (국제 단위: 줄)
- p는 압력 (국제 단위: 파스칼)
- V는 부피 (국제 단위: m3)
- T는 절대 온도 (국제 단위: 켈빈)
- S는 엔트로피 (국제 단위: 줄 매 켈빈)
- H는 엔탈피 (국제 단위: 줄)
- G°는 표준 에너지 (국제 단위: 줄)
- R 은 기체 상수 (국제 단위: 줄 매 켈빈 몰)
- Q는 반응 지수

깁스 자유 에너지 값을 이용하면 일정한 온도와 압력이 유지된 상태에서의 화학 반응의 평형 조건을 알 수 있다. 또한 정반응이 자발적인지 비자발적인지 계산을 통해 알 수 있다.

## 전개

### 깁스 자유 에너지
일정한 압력과 온도에서 화학 반응이 진행되는 동안, 계의 에너지는
{\displaystyle E=Q_{p}+W_{on}}
으로 나타낸다. 에너지는 들어온 열의 양과 주위로부터 받은 일의 양의 합으로 나타낼 수 있다는 의미이다. 여기에서 일 {\displaystyle W_{on}}은 {\displaystyle -P\Delta V} 로 나타낼 수 있다. 즉,
{\displaystyle E=Q_{p}-P\Delta V}
이고, 여기서 열
{\displaystyle Q_{p}=E+P\Delta V}
가 된다. 이때 {\displaystyle Q_{p}}를 엔탈피의 변화량 {\displaystyle \Delta H_{sys}} 로 나타낼 수 있다. 주위가 잃어버린 열은 계에 그대로 전달되기 때문에
{\displaystyle \Delta H_{sys}=-\Delta H_{sur}}
가 된다.
{\displaystyle \Delta S_{sur}=\Delta H_{sur}/T}
를 이용하면
{\displaystyle \Delta S_{net}=\Delta S_{sys}+\Delta S_{sur}}
{\displaystyle \Delta S_{net}=\Delta S_{sys}+\Delta H_{sur}/T}
{\displaystyle \Delta S_{net}=\Delta S_{sys}-\Delta H_{sys}/T}
이다. 이 식을 변화시켜
{\displaystyle -T\Delta S_{net}=-T\Delta S_{sys}+\Delta H_{sys}}로 쓰면
계에 관한 식
{\displaystyle \Delta G=\Delta H-T\Delta S}
이 된다.

### 깁스 자유 에너지 변화량
일정한 온도와 압력에 놓인 계에서 깁스 자유 에너지 변화량(ΔG)은 계와 주위의 전체 엔트로피 변화에 비례한다. 즉 ΔG=ΔH-TΔS이다.
{\displaystyle \Delta G>0}
이면 정반응이 비자발적인 반응으로 역반응이 자발적인 반응이 된다.
{\displaystyle \Delta G=0}
의 경우 ΔS_계=ΔH_계/T 가 돼서 정반응과 역반응이 평형인 상태가 된다.
{\displaystyle \Delta G<0}
인 경우에는 정반응이 자발적인 반응이 된다.

### 반응에서의 깁스 자유 에너지
독립된 계에서 깁스 자유 에너지 방정식을 얻기 위해서 엔트로피는 계와 주변의 열이나 질량의 합이 변화가 없는 계의 전체 엔트로피를 이용한다.
열역학 제 2법칙에 의해 ΔS>=0이다. 가역반응인 경우에만 등호가 성립된다. 계와 주위가 연결되어 있기 때문에 닫힌 계에서 주위가 잃은 엔트로피는 계가 얻는다.
{\displaystyle \Delta S_{int}+\Delta S_{ext}\geq 0}이다. 엔트로피에서 {\displaystyle \Delta S=Q/T} 인 관계가 성립되므로
주위에서 엔트로피 변화는 다음과 같이 나타낼 수 있다.
{\displaystyle \Delta S_{ext}=-Q/T}
열역학 제2법칙을 이용하면
{\displaystyle \Delta S_{int}-Q/T\geq 0}
양변에 온도를 곱해주면
{\displaystyle T\Delta S_{int}-Q\geq 0}
이 된다. 여기에서 Q는 계로부터 이동된 열이기 때문에 등압 과정에서 Q = ΔH이고
{\displaystyle T\Delta S_{int}-\Delta H\geq 0}
이다.
깁스 자유 에너지 변화량은 다음과 같이 나타내어지므로,
{\displaystyle \Delta G=\Delta H-T\Delta S_{int}}
주위의 엔트로피가 낮아지는 경우 즉, 계의 엔트로피가 높아지는 경우 {\displaystyle \Delta G\leq 0} 이므로 정반응이 자발적인 반응이 되는 것이다.
하지만 다음 과정으로부터 구한 식
{\displaystyle \Delta G=\Delta H-T\Delta S}
이 항상 사용될 수 있는 것은 아니다. 이 경우에 온도를 일정하다고 가정한 식이므로 온도가 변화할 경우에는 보정을 거친 식을 이용하여야 한다.

### 표준 깁스 자유 에너지
엔트로피와 엔탈피의 표준 반응값과 같이 깁스 자유 에너지도 표준 반응값을
{\displaystyle \Delta G^{\circ }=\sum n_{i}G_{product}^{\circ }-\sum n_{j}G_{reactant}^{\circ }}
으로 구할 수 있다.
엔트로피에서
{\displaystyle S=R\ln W_{V}-R\ln W_{V_{0}}}
이다. {\displaystyle W_{V}}는 나중상태의 배열 수이고, {\displaystyle W_{V_{0}}}는 처음상태의 배열 수이다. 배열수는 부피에 비례하고, 압력에 반비례하는 관계이기 때문에
{\displaystyle S_{change}=R\ln \left({\frac {P_{0}}{P}}\right)} 가 성립한다.
{\displaystyle S=S^{\circ }+S_{change}}
따라서 {\displaystyle S=S^{\circ }-R\ln P} 로 바꿔 쓸 수 있다. 여기서 처음 압력 {\displaystyle P_{0}=1} bar이다.
화학 반응식에 이를 대입하면
{\displaystyle \Delta S=S^{\circ }-R\ln Q}
가 된다. 여기서 Q는 반응 지수로 평형 상수와 같은 형태를 띠며 기체의 경우 압력에 관한 식으로도 사용할 수 있다.
위의 식을 이용하여
{\displaystyle \Delta G=\Delta H-T\Delta S} 식을
{\displaystyle \Delta G=\Delta H-T\left(\Delta S^{\circ }-R\ln Q\right)} 로 바꾸어 쓸 수 있다.
엔탈피는 온도에 영향을 받는 함수로 이 반응에서 온도변화가 없는 경우이므로
{\displaystyle \Delta H=\Delta H^{\circ }}
{\displaystyle \Delta G=\Delta H^{\circ }-T\Delta S^{\circ }+RT\ln Q}
즉
{\displaystyle \Delta G=\Delta G^{\circ }+RT\ln Q}라는 식이 성립된다.
표준 깁스 자유 에너지 값은 일정한 온도인 298K에서의 값이기 때문에 298K이 아닌 온도에서 반응을 진행하면 깁스 자유 에너지 값이 변화된다.
이 때의 값을 위의 식을 이용하여 구할 수 있으며 두 값의 차이는 그리 크게 나지는 않는다.

## 같이 보기
- 엔탈피
- 엔트로피
- 자유 에너지
- 헬름홀츠 자유 에너지
- 열역학
- 조사이어 윌러드 깁스